# Грдановци
Грдановци су насељено мјесто у Босни и Херцеговини, у општини Сански Мост, која припада ентитету Федерација Босне и Херцеговине. На попису становништва 1991. у њему је живјело 268 становника.

## Становништво
| Националност | 1991. | 1981. | 1971. | 1961. |
| Срби         | 266   | 361   | 475   |       |
| остали       | 2     |       | 1     |       |
| Укупно       | 268   | 361   | 476   | '     |

| Демографија | Демографија | Демографија |
| Година      | Становника  | Становника  |
| ----------- | ----------- | ----------- |
| 1961.       | 507         |             |
| 1971.       | 476         |             |
| 1981.       | 361         |             |
| 1991.       | 268         |             |